# فینیکس (می‌سی‌سی‌پی)
فینیکس (به انگلیسی: Phoenix) یک منطقهٔ مسکونی در ایالات متحده آمریکا است که در شهرستان یازو، میسیسیپی واقع شده‌است. فینیکس ۱۰۷٫۹ متر بالاتر از سطح دریا واقع شده‌است.